# Великий Ракитовець
Великий Ракитовець (словен. Veliki Rakitovec) — поселення в общині Камник, Осреднєсловенський регіон, Словенія. Висота над рівнем моря: 841,5 м.